# Coupe d'Algérie masculine de handball
La Coupe d'Algérie masculine de handball est une compétition sportive opposant des clubs masculins de handball. Créée en 1967, elle est ouverte à tous les clubs affiliés à la Fédération algérienne de handball.
Comme pour le championnat, la compétition est dominée par le MC Alger qui l'a remportée 30 fois. 

## Palmarès détaillé
Le palmarès est,[source insuffisante] :
| Édition | Saison    | Date de la finale   | Vainqueur            | Score                | Finaliste             | Lieu de la finale                       |
| ------- | --------- | ------------------- | -------------------- | -------------------- | --------------------- | --------------------------------------- |
| 1       | 1966-1967 | 19 mars 1967        | CR Belcourt          | 4 – 3                | MC Saïda              | Stade Ouaguenouni, Alger                |
| 2       | 1967-1968 | 31 mars 1968        | USM Annaba           | 17 – 9               | CS Oran               | Stade Ouaguenouni, Alger                |
| 3       | 1968-1969 | 14 mars 1969        | GCS Alger            | 9 – 5                | USM Annaba            | Stade Ouaguenouni, Alger                |
| 4       | 1969-1970 | 19 avril 1970       | GCS Alger            | 27 – 11              | JSM Skikda            | Stade Ouaguenouni, Alger                |
| 5       | 1970-1971 | 21 mars 1971        | CSS Kouba            | 12 – 04              | CSS Annaba            | Stade Ouaguenouni, Alger                |
| 6       | 1971-1972 | 28 mai 1972         | Nadit Alger          | 18 – 13              | Gendarmerie Nationale | Stade Ouaguenouni, Alger                |
| 7       | 1972-1973 | 27 mai 1973         | Nadit Alger          | 14 – 08              | CS DNC Alger          | Stade Ouaguenouni, Alger                |
| 8       | 1973-1974 | 21 avril 1974       | NAR Alger            | 14 – 07              | NAR Annaba            | Stade Ouaguenouni, Alger                |
| 9       | 1974-1975 | 15 mai 1975         | CS DNC Alger         | 15 – 14ap            | Nadit Alger           | Salle Harcha Hassen, Alger              |
| 10      | 1975-1976 | 6 juin 1976         | Nadit Alger          | 17 – 15ap            | CS DNC Alger          | Salle Harcha Hassen, Alger              |
| 11      | 1976-1977 | 12 mai 1977         | CS DNC Alger         | 25 – 18              | NA Hussein Dey        | Salle DMS, Alger                        |
| -       | 1977-1978 | Non disputée        | Non disputée         | Non disputée         | Non disputée          | Non disputée                            |
| 12      | 1978-1979 | 22 juin 1979        | Nadit Alger          | 20 – 13              | MP Oran               | Salle Harcha Hassen, Alger              |
| 13      | 1979-1980 | 20 juin 1980        | Nadit Alger          | 23 – 20              | MP Alger              | Salle Harcha Hassen, Alger              |
| 14      | 1980-1981 | 5 juin 1981         | CS DNC Alger         | 24 – 20              | Nadit Alger           | Salle Harcha Hassen, Alger              |
| 15      | 1981-1982 | 3 juin 1982         | MP Alger             | 21 – 17              | MP Oran               | Salle Harcha Hassen, Alger              |
| 16      | 1982-1983 | 21 mai 1983         | MP Alger             | 14 – 09              | MA Hussein Dey        | Salle Harcha Hassen, Alger              |
| 17      | 1983-1984 | 21 mai 1984         | MP Oran              | 15 – 14              | MA Hussein Dey        | Salle Harcha Hassen, Alger              |
| 18      | 1984-1985 | 29 mai 1985         | Nadit Alger          | 16 – 15              | MP Oran               | Salle Harcha Hassen, Alger              |
| 19      | 1985-1986 | 4 juillet 1986      | MP Oran              | 13 – 11              | ERC Alger             | Salle Harcha Hassen, Alger              |
| 20      | 1986-1987 | 30 juin 1987        | MP Alger             | 26 – 18              | IRB El Biar           | Salle Harcha Hassen, Alger              |
| 21      | 1987-1988 | 21 avril 1988       | JS Binaâ Alger       | 24 – 24ap 10 – 09tab | MC Oran               | Salle Harcha Hassen, Alger              |
| 22      | 1988-1989 | 2 juin 1989         | MC Alger             | 15 – 13              | MC Oran               | Salle Harcha Hassen, Alger              |
| 23      | 1989-1990 | 28 juin 1990        | MC Alger             | 20 – 17ap            | IRB/ERC Alger         | Salle Harcha Hassen, Alger              |
| 24      | 1990-1991 | 30 mai 1991         | MC Alger             | 20 – 19ap            | Nadit Alger           | Salle Harcha Hassen, Alger              |
| -       | 1991-1992 | Finale non disputée | Finale non disputée  | Finale non disputée  | Finale non disputée   | Finale non disputée                     |
| 25      | 1992-1993 | 3 juin 1993         | MC Alger             | 14 – 12              | ERC Alger             | Salle Harcha Hassen, Alger              |
| 26      | 1993-1994 | 2 juin 1994         | MC Alger             | 24 – 15              | SR Annaba             | Salle Harcha Hassen, Alger              |
| 27      | 1994-1995 | 4 juillet 1995      | MC Alger             | 19 – 17              | IRB/ERC Alger         | Salle Harcha Hassen, Alger              |
| 28      | 1995-1996 | 25 avril 1996       | ERC Alger            | 17 – 15              | MC Alger              | Salle Harcha Hassen, Alger              |
| 29      | 1996-1997 | juillet 1997        | MC Alger             | 24 – 20              | NA Hussein Dey        |                                         |
| 30      | 1997-1998 | 4 juin 1998         | MC Alger             | 19 – 16              | OC Alger              | Salle Harcha Hassen, Alger              |
| 31      | 1998-1999 | 5 avril 1999        | MC Alger             | 23 – 17              | MC Oran               | Salle Harcha Hassen, Alger              |
| 32      | 1999-2000 | 15 juin 2000        | MC Alger             | 27 – 26a2p           | WB Skikda             | Salle Harcha Hassen, Alger              |
| 33      | 2000-2001 | 2001                | MC Alger             | 25 – 20              | OC Alger              | Salle Harcha Hassen, Alger              |
| 34      | 2001-2002 | 2002                | MC Alger             | 37 – 31              | C. Chelghoum Laïd     | Salle Harcha Hassen, Alger              |
| 35      | 2002-2003 | 2003                | MC Alger             | 27 – 21              | US Biskra             | Salle Harcha Hassen, Alger              |
| 36      | 2003-2004 | 20 juin 2004        | MC Alger             | 27 – 23              | OC Alger              | Salle Harcha Hassen, Alger              |
| 37      | 2004-2005 | 4 juin 2005         | MC Alger             | 27 – 25              | US Biskra             | Salle Harcha Hassen, Alger              |
| 38      | 2005-2006 | 10 juin 2006        | MC Alger             | 32 – 26              | JSE Skikda            | Salle Harcha Hassen, Alger              |
| 39      | 2006-2007 | 12 mai 2007         | MC Alger             | 38 – 22              | MC Saïda              | Salle Harcha Hassen, Alger              |
| 40      | 2007-2008 | 21 juin 2008        | MC Alger             | 22 – 18              | CRB Baraki            | Salle Harcha Hassen, Alger              |
| 41      | 2008-2009 | 4 juin 2009         | MC Alger             | 34 – 21              | JSE Skikda            | Salle Harcha Hassen, Alger              |
| 42      | 2009-2010 | 2010                | MC Alger             | 38 – 22              | CR Bordj Bou Arréridj | Salle Harcha Hassen, Alger              |
| 43      | 2010-2011 | 27 mai 2011         | MC Alger             | 36 – 23              | HBC El Biar           | La Coupole, Alger                       |
| 44      | 2011-2012 | 28 septembre 2012   | MC Alger             | 31 – 27              | JSE Skikda            | Palais des sports Hamou-Boutlélis, Oran |
| 45      | 2012-2013 | 7 juillet 2013      | MC Alger             | 31 – 27              | C. Chelghoum Laïd     | Salle Harcha Hassen, Alger              |
| 46      | 2013-2014 | 3 octobre 2014      | MC Alger             | 37 – 32ap            | ES Aïn Touta          | Salle Harcha Hassen, Alger              |
| 47      | 2014-2015 | 30 mai 2015         | CRB Baraki           | 25 – 20              | CR Bordj Bou Arréridj | Salle Harcha Hassen, Alger              |
| 48      | 2015-2016 | 30 avril 2016       | MC Saïda             | 22 – 21ap            | CRB Baraki            | Salle Harcha Hassen, Alger              |
| 49      | 2016-2017 | 26 mai 2017         | MC Alger             | 28 – 21              | ES Aïn Touta          | Salle Belakhdar Tahar, Chéraga          |
| 50      | 2017-2018 | 1er juin 2018       | ES Aïn Touta         | 24 – 22              | CR Bordj Bou Arréridj | Salle Harcha Hassen, Alger              |
| 51      | 2018-2019 | 4 mai 2019          | MC Alger             | 23 – 22              | JSE Skikda            | La Coupole, Alger                       |
| 52      | 2019-2020 | 7 janvier 2022      | JSE Skikda           | 22 – 21ap            | ES Aïn Touta          | La Coupole, Alger                       |
| -       | 2020-2021 | Annulée             | Annulée              | Annulée              | Annulée               | Annulée                                 |
| 53      | 2021-2022 | 30 décembre 2022    | MC Alger             | 32 - 29ap            | ES Aïn Touta          | Salle Harcha Hassen, Alger              |
| 54      | 2022-2023 | 7 octobre 2023      | OM Annaba            | 38 - 34a2p           | HBC El Biar           | Salle du complexe Miloud Hadefi, Oran   |
| 55      | 2023-2024 | 13 juillet 2024     | M Bordj Bou Arreridj | 24 - 23              | JSE Skikda            | Salle Harcha Hassen, Alger              |
| 56      | 2024-2025 | 31 mai 2025         | Olympique El Oued    | 17 - 16              | HBC El Biar           | Salle Harcha Hassen, Alger              |

## Bilan
| Rang  | Club                  | Finales gagnées | Finales gagnées | Finales perdues | Finales perdues                                      |
| Rang  | Club                  | Nombre          | Années | Nombre          | Années                                               |
| ----- | --------------------- | --------------- | --- | --------------- | ---------------------------------------------------- |
| 1     | MC Alger              | 30              | 1982, 1983, 1987, 1989, 1990, 1991, 1993, 1994, 1995, 1997, 1998, 1999, 2000, 2001, 2002, 2003, 2004, 2005, 2006, 2007, 2008, 2009, 2010, 2011, 2012, 2013, 2014, 2017, 2019, 2022 | 2               | 1980, 1996                                           |
| 2     | Nadit Alger           | 6               | 1972, 1973, 1976, 1979, 1980, 1985 | 3               | 1975, 1981, 1991                                     |
| 3     | OC Alger              | 5               | 1975, 1977, 1981, 1988, 1996 | 9               | 1973, 1976, 1986, 1990, 1993, 1995, 1998, 2001, 2004 |
| 4     | MC Oran               | 2               | 1984, 1986 | 6               | 1979, 1982, 1985, 1988, 1989, 1999                   |
| 5     | GCS Alger             | 2               | 1969, 1970 | 0               |                                                      |
| 5     | RC Kouba              | 2               | 1971, 1974 | 0               |                                                      |
| 7     | JSE Skikda            | 1               | 2020 | 5               | 2006, 2009, 2012, 2019, 2024                         |
| 8     | ES Aïn Touta          | 1               | 2018 | 4               | 2014, 2017, 2020, 2022                               |
| 9     | CRB Baraki            | 1               | 2015 | 2               | 2008, 2016                                           |
| 9     | MC Saïda              | 1               | 2016 | 2               | 1967, 2007                                           |
| 11    | USM Annaba            | 1               | 1968 | 1               | 1969                                                 |
| 12    | CR Belouizdad         | 1               | 1967 | 0               |                                                      |
| 12    | OM Annaba             | 1               | 2023 | 0               |                                                      |
| 12    | M Bordj Bou Arreridj  | 1               | 2024 | 0               |                                                      |
| 12    | Olympique El Oued     | 1               | 2025 | 0               |                                                      |
| 16    | NA Hussein Dey        | 0               | | 4               | 1977, 1983, 1984, 1997                               |
| 17    | CR Bordj Bou Arréridj | 0               | | 3               | 2010, 2015, 2018                                     |
| 17    | HBC El Biar           | 0               | | 3               | 2011, 2023, 2025                                     |
| 19    | CC Chelghoum Laïd     | 0               | | 2               | 2002, 2013                                           |
| 19    | US Biskra             | 0               | | 2               | 2003, 2005                                           |
| 21    | CS Oran               | 0               | | 1               | 1968                                                 |
| 21    | JSM Skikda            | 0               | | 1               | 1970                                                 |
| 21    | CSS Annaba            | 0               | | 1               | 1971                                                 |
| 21    | Gendarmerie Nationale | 0               | | 1               | 1972                                                 |
| 21    | NAR Annaba            | 0               | | 1               | 1974                                                 |
| 21    | IRB El Biar           | 0               | | 1               | 1987                                                 |
| 21    | SR Annaba             | 0               | | 1               | 1994                                                 |
| 21    | WB Skikda             | 0               | | 1               | 2000                                                 |
| Bilan | Bilan                 | 55              | 1967-2025 | 55              | 1967-2025                                            |

Remarques :
1. ↑  Le Mouloudia Club d'Alger a précédemment été nommé Mouloudia des Pétroliers d'Alger (MP Alger) et Groupement sportif des pétroliers (GS pétroliers).
2. ↑  Le Olympique Club d'Alger a précédemment été nommé CS DNC Alger, IRB/ERC Alger et JSB Alger.
3. ↑  Le Mouloudia Club d'Oran a précédemment été nommé Mouloudia des Pétroliers d'Oran (MP Oran).
4. ↑  Le Raed Chabab Kouba a précédemment été nommé CSS Kouba et NAR Alger.
5. ↑  Le Chabab Riadhi Belouizdad a précédemment été nommé Chabab Riadhi Belcourt (CR Belcourt).
6. ↑  Le Nasr Athletic Hussein Dey a précédemment été nommé Milaha Athletic Hussein Dey (MA Hussein Dey).

## Résultats détaillés

### Années 1960

#### Coupe d'Algérie 1966-1967
La finale de la première édition s'est déroulée le 19 mars 1967 au Stade Ouaguenouni à Alger et a vu le CR Belcourt s'imposer 4 à 3 face au MC Saïda. Les effectifs des finalistes étaient : 
- CR Belcourt : Legrand, Lassel, M. Bouiche, F. Bouiche, Bouaouiche, Bechiche, Rafai, Noual, Soufi, Benbadi, Abdelbari.
- MC Saïda : Tab, Crach, Ambert, Boukhobza, Zitouni, Rekrah, Soufi, Meddah, Bendjelloul, Rahai, Rais.

#### Coupe d'Algérie 1967-1968
La finale de la deuxième édition s'est déroulée le 31 mars 1968 au Stade ouaguenouni à Alger et a vu l'USM Annaba s'imposer 17 à 9 face au CS Oran. Les effectifs des finalistes étaient : 
- USM Annaba : Segni Akacha, Driss Lamdjadani, Mourad Achaichia, Salah Hammadi Med, Miloud Belhaoues, Zoheir Negli, Lakhdar Driss, Rabah Chebira, Bachir Larbaoui, Farouk Benbelkacem, Mohamed Ziane, Abdelaziz Abdennour, Mohamed Bensaid, Mohamed Boumegoura[3]
- CS Oran : Ouina, Omar, Benamar Benabdellah, Mimoun, Chouicha, Berkani, Cralés, Heintz, Saïdi Bensahnoun.

#### Coupe d'Algérie 1968-1969
La finale de la troisième édition s'est déroulée le 14 mars 1969 au Stade Ouaguenouni à Alger et a vu le GCS Alger s'imposer 9 à 5 face à l'USM Annaba. Les effectifs des finalistes étaient : 
- GCS Alger : Fayçal Hachemi, Galéze, Bouras, Alkéma, Benaceur, Menia, Hassen, Khodja, Romane, Benzine, Garni.
- USM Annaba : Zoheir Negli, Mohamed Boumegoura, Rabah Chebira, Driss Lamdjadani, Farouk Benbelkacem, Abdelaziz Abdennour, Raiachi, Touhami, Mourad Achaichia, Lakhdar Driss, Abdelouaheb s.

### Années 1970

#### Coupe d'Algérie 1969-1970
La finale de la quatrième édition s'est déroulée le 19 avril 1970 au Stade Ouaguenouni à Alger et a vu le GCS Alger s'imposer 27 à 11 face à la JSM Skikda. L'effectif du GCS Alger était : Fayçal Hachemi, Lassel, Bouzerar, Amara, Driss Lamdjadani, Gadiri, Medjebeur, Younsi, Benhadi, Derrough, Cherabi.

#### Coupe d'Algérie 1970-1971
La finale s'est déroulée le 21 mars 1971 au Stade Ouaguenouni à Alger et a vu le CSS Kouba s'imposer 12 à 4 face au CSS Annaba. L'effectif du CSS Kouba était : Fayçal Hachemi, Benkhelifa, Benhadj, Benhamza, Younsi, Sediki, Amara, Bouras, Driss Lamdjadani, Lagoune.

#### Coupe d'Algérie 1971-1972
La finale s'est déroulée le 28 mai 1972 au Stade Ouaguenouni à Alger et a vu le Nadit Alger s'imposer 18 à 13 face à la Gendarmerie nationale. Les effectifs des finalistes étaient : 
- Nadit Alger : Boughlali, Ziane, Hachaichia, Bouras, Nadir Larbaoui, Essghir, Haichour, Boudersel, Stambouli, Sassi, Belkhalif, Khelifa.
- Gendarmerie Nationale : Lazehar, Bougherara, Addou, Gualleze, Bouchar, Talbi, Mekri, Maatallah, Babane, Gacem, Aït Mesbah.

#### Coupe d'Algérie 1972-1973
La finale s'est déroulée le 25 mai 1973 au Stade Ouaguenouni à Alger et a vu le Nadit Alger s'imposer 14 à 8 face au CS DNC Alger. Les effectifs des finalistes étaient : 
- Nadit Alger : Fayçal Hachemi, Boughlali, Esseghir, Bouras, Nadir Larbaoui, Benabdallah, Ziane, Haichour, Hachaichia, Stambouli, Bebeche, Khelifa. Entraineur : Djoudi
- CS DNC Alger : Aït Salem, Hiréche, Benabed, Bouaza, Chaouchi, Ben Belkacem, Messibah, Sahli, Mama, Chebira, Djemai, Kouidri, Habbés. Entraineur : Chebira.

#### Coupe d'Algérie 1973-1974
La finale s'est déroulée le 21 avril 1974 au Stade Ouaguenouni à Alger et a vu le NAR Alger s'imposer 14 à 7 face au NAR Annaba. Les effectifs des finalistes étaient : 
- NAR Alger : Belghenaim, Laggoun, Farouk Bouzerar, Azzeddine Bouzerar, Amara, Benhamza, Gadiri Rachid, Saiki, Medjeber, Benmalek, Driss Lamdjadani, Younsi. Entraineur : Cerbumitsi.
- NAR Annaba : N. Boussaid, Farfar, Riachi, Dali, Boughazi, Abdennour, Darsouni, Bouchahed, Moumen, O. Boussaid, Djedid. Entraineur : Zoheir Negli

#### Coupe d'Algérie 1974-1975
La finale s'est déroulée le 15 mai 1975 dans la Salle Harcha Hassen à Alger et a vu le CS DNC Alger s'imposer 15 à 14 après prolongation face au Nadit Alger. Les effectifs des finalistes étaient : 
- CS DNC Alger : Farfar, Saiki, Amara, O. Baghdadi, H. Baghdadi, Azzeddine Bouzerar, Farouk Bouzerar, Driss Lamdjadani, Ali Akacha, Yazid, Djemai, Sahli. Entraineur : Serbu.
- Nadit Alger : Fayçal Hachemi, Tsabet, Esseghir, Sayad, Benhamza, Nadir Larbaoui, Hachaichia, Grief, Bebiche, Nechar. Entraineur : Mircea Costache II.

#### Coupe d'Algérie 1975-1976
La finale s'est déroulée le 6 juin 1976 dans la Salle Harcha Hassen à Alger et a vu le Nadit Alger s'imposer 17 à 15 après prolongation face au CS DNC Alger. Les effectifs des finalistes étaient : 
- Nadit Alger : Fayçal Hachemi, Si Larbi, Esseghir, Driss Lamdjadani, Tsabet, Sayad, Nadir Larbaoui, Benhamza, Makboul, Oulmane, Ramdane, Hachaichia.
- CS DNC Alger : Farfar, Aït Salem, Yazid, Derdour, Ferfar, Azzeddine Bouzerar, Farouk Bouzerar, Amara, Saiki, Ali Akacha, Baghdadi, Benabdellah. Entraineur : Chebira.

#### Coupe d'Algérie 1976-1977
La finale s'est déroulée le 12 mai 1977 dans la Salle DMS à Alger et a vu le CS DNC Alger s'imposer 25 à 18 face au NA Hussein Dey. Les effectifs des finalistes étaient : 
- CS DNC Alger : Ahmed Farfar, Farouk Bouzerar, Ammara, Benabdellah, Hebri, Azzeddine Bouzerar, Driss Lamdjadani, Aït Khaled, Ali Akacha. Entraineur : Chebira.
- NA Hussein Dey : Khiat, Bouzerdi, Grief, Ahcene Djeffal, Bouzidi, Labdouni, Zine Eddine Mohamed Seghir.

#### Coupe d'Algérie 1978-1979
La finale s'est déroulée le 22 juin 1979 dans la Salle Harcha Hassen à Alger et a vu le Nadit Alger s'imposer 20 à 13 face au Mouloudia Pétroliers d'Oran. L'effectif du finaliste était : 
- Nadit Alger : Fayçal Hachemi, Mouloud Mokhnache, Tsabet, Ramdane, Driss Lamdjadani, Bensemra, Bouzerdi, Ben Redouane, Henni.

### Années 1980

#### Coupe d'Algérie 1979-1980
La finale s'est déroulée le 20 juin 1980 dans la Salle Harcha Hassen à Alger et a vu le Nadit Alger s'imposer 23 à 20 face au Mouloudia Pétroliers d'Alger. Les effectifs des finalistes étaient : 
- Nadit Alger : Fayçal Hachemi, Bensemra, Driss Lamdjadani, Ramdane, Ben Redouane, Tsabet, Bouzerdi, Henni, Mouloud Mokhnache, Mabed, Harbid, Bounekeb. Entraineur : Reichel.
- Mouloudia Pétroliers d'Alger : Bakir, Ouzaiala, Omar Azeb, Abdelkrim Hamiche, Kamel Akkeb, Kheraifia, Slimani, Benhamouda, Mokrani, Abdi, Azzedine Ouhib, Kamel Ouchia. Entraineur : Mohamed Aziz Derouaz.

#### Coupe d'Algérie 1980-1981
La finale s'est déroulée le 5 juin 1981 dans la Salle Harcha Hassen à Alger et a vu le CS DNC Alger s'imposer 24 à 20 face au Nadit Alger. Les effectifs des finalistes étaient : 
- CS DNC Alger : Ahmed Farfar, Mourad Boussebt, Abdeslam Benmaghsoula, Aliou, Farouk Bouzerar, Ali Akacha, Hammouche, Hebri, Salah Bouchekriou, Kheraifia, Amara, Berguel. Entraineur : Ben Belkacem.
- Nadit Alger : Fayçal Hachemi, Abdi, Bensemra, Sayad, Ramdane, Ayad, Abdelhak Bouhalissa, Kheraifia, Tsabet, Benabdellah, Benhamza, Khiat. Entraineur : Reichel.

#### Coupe d'Algérie 1981-1982
La finale s'est déroulée le 3 juin 1982 dans la Salle Harcha Hassen à Alger et a vu le Mouloudia Pétroliers d'Alger s'imposer 21 à 17 face au Mouloudia Pétroliers d'Oran. Les effectifs des finalistes étaient : 
- Mouloudia Pétroliers d'Alger : Kamel Ouchia, Bakir, Ouziali, Mokrani, Omar Azeb, Hocine Ledra, Sekfaoui, Azzedine Ouhib, Benhamouda, Abdelkrim Hamiche, Kamel Akkeb, Medjreb. Entraineur : Mohamed Aziz Derouaz.
- Mouloudia Pétroliers d'Oran : Boulil, Makhloufi, Doballah, Djamel Harat, Azzeddine Harat, Sahouli, Abdelkrim Bendjemil, Houd, Moumène, Ben Senouci, Mahrouz.
- Entraineur : M: Boukhobza

#### Coupe d'Algérie 1982-1983
La finale s'est déroulée le 20 mai 1983 dans la Salle Harcha Hassen à Alger et a vu le Mouloudia Pétroliers d'Alger s'imposer 14 à 9 face au MA Hussein Dey. Les effectifs des finalistes étaient : 
- Mouloudia Pétroliers d'Alger : Bakir, Kamel Ouchia, Abdelkrim Hamiche, Hocine Ledra, Seksaoui, Zouaoui, Mokrani, Omar Azeb, Kamel Akkeb, Boutaleb, Azzedine Ouhib, Medjreb. Entraineur : Mohamed Aziz Derouaz.
- Milaha athlétique Hussein Dey : Mohamed Machou, Lebaili, Elias, Ayad, Malki, Aït Khaled, Mekial, Khelif, Zine Eddine Mohamed Seghir, Kheraifia, Abu Sofiane Draouci, Latreche. Entraineur : Labdouni et Reichel.

#### Coupe d'Algérie 1983-1984
La finale s'est déroulée le 21 mai 1984 dans la Salle Harcha Hassen à Alger et a vu le MP Oran s'imposer 15 à 14 face au MA Hussein Dey. Les effectifs des finalistes étaient : 
- MP Oran : Besbes, Berramdane, Bensenouci, Abdelkrim Bendjemil, Houd, Moumene (2), Boutchiche, Bensmain, Doballah, Moumene (1), Harrat, Makhloufi. Entraineur : Djillali Mekki.
- Milaha athlétique Hussein Dey : Mohamed Machou, Mouici, Ayad, Aït khaled, Lebaili, Abu Sofiane Draouci, Mekial aimeur, Zine Eddine Mohamed Seghir, Elias, Malki.

#### Coupe d'Algérie 1984-1985
La finale s'est déroulée le 29 mai 1985 dans la Salle Harcha Hassen à Alger et a vu le Nadit Alger s'imposer 16 à 15 face au MP Oran. Les effectifs des finalistes étaient : 
- Nadit Alger : Bakir, Harbid, Abdelkrim Hamiche, Hocine Ledra, Abdelhak Bouhalissa, Djaffar Belhocine, Bourouila, Rami, Kheraifia, Lahdjel, Benhamza, Chenoufi, Chakrabi, Seksaoui, Mansouri, Yacine Ouchia. Entraineur : Tsabet et Ignacy Pazur.
- MP Oran : Besbes, Berramdane, Ben Senouci, Abdelkrim Bendjemil, Houd, Moumene (1), Harrat, Makhloufi, Boutchiche, Bensmain, Doballah, Moumene (2). Entraineur : Djillali Mekki.

Les demi-finales, disputées le jeudi 23 mai 1985 à la Salle Harcha Hassen d'Alger, ont opposé le Nadit Alger à l'IRB Binaâ/ERC Alger et le MC Alger au MP Oran
Source : El-Djemhouria du dimanche 19 mai 1985, page 14.

#### Coupe d'Algérie 1985-1986
La finale s'est déroulée le 4 juillet 1986 dans la Salle Harcha Hassen à Alger et a vu le MP Oran s'imposer 13 à 11 face à l'ERC Alger. Les effectifs des finalistes étaient : 
- MP Oran : Amrouche, El Immam, Bensedjrari, Abdelkrim Bendjemil, Houd, Doballah, A. Harrat, Bensenouci, Boutchiche, Abdel Djalil Bouanani, D. Harrat, Moumene. Entraineur : Djillali Mekki.
- ERC Alger : Mourad Boussebt, Hadj Kouidri, Salah Bouchekriou, Tamallah, Moussaoui, Kheraifia, Aït mehdi, Benhadadi, Azzeddine Bouzerar, Abdeslam Benmaghsoula, Berguel, Besni. Entraineur : Farouk Bouzerar.

Source : Al-Mountakheb n°29 du dimanche 7 juillet 1986 page 9.

#### Coupe d'Algérie 1986-1987
Les quarts de finale sont disputés le jeudi 16 avril 1987 :
- a Sétif : SR Annaba - MP d'Alger 09-17
- a Chlef : MP Oran - MA Hussein-Dey 16-13
- a Sétif : Hamra Annaba - Nadit Alger 21-27
- à ? : MM Batna - IRB El Biar 15-18

Le programme et les résultats des demi-finales  ne sont pas connus.
La finale s'est déroulée le 30 juin 1987 dans la Salle Harcha Hassen à Alger et a vu le MP d'Alger s'imposer 26 à 27 face à l'IRB El Biar. Les effectifs des finalistes étaient
- Mouloudia d'Alger : Kamel Ouchia, Makhlouf Aït Hocine, Mahmoud Bouanik, Omar Azeb, Ahcene Djeffal, Brahim Boudrali, Khelil, Djemaa, Agrane, Kamel Akkeb, Abdelhak Bouhalissa, Karim El-Maouhab. Entraineur : Mohamed Aziz Derouaz.
- IRB El Biar : Ouikene, Mehdi, Rayane, Benhamouda, Hantabli, Mekla, Hammouche, Rouabhi, Aït Hocine, Aloui, Gherdi. Entraineur : Naamane

#### Coupe d'Algérie 1987-1988
En match retard des 1/8 de finale disputé le lundi 14 mars 1988 à Constantine, le Mouloudia d'Oran a battu le Mouloudia d'Alger 20 à 19. Les autres résultats ne sont pas connus.
Les résultats des quarts de finale sont :
- lundi 21 mars 1988 :
  - à Oran, Nadit Alger bat CM Constantine 20 à 19 ;
  - à Mostaganem, IRB El Biar (D2) bat MC Saïda 23 à 22 ;
  - à Tizi Ouzou, le match entre l'JS Binaâ Alger et le MA Hussein-Dey a été arrêté à la 38e minute (12 à 6) à la suite de réclamations des joueurs du MAHD envers l'arbitre puis envihissement du terrain par les supporters du MAHD ;
- vendredi 8 avril 1988 à Constantine, le Mouloudia d'Oran a battu l'IRM Aïn Taya (D2) 21 à 20 après prolongation.

Les résultats des demi-finales sont :
- JS Binaâ Alger (D1) bat IRB El Biar (D2) score inconnu
- Mouloudia d'Oran bat Nadit Alger (D2) 19-18.

La finale s'est déroulée le jeudi 21 avril 1988 (4e jour du Ramadan) à 22h (après l'iftar) dans la Salle Harcha Hassen à Alger devant un public nombreux. Arbitrée par Rachid Benaouda et Djamel Bensari, elle a vu le JS Binaâ Alger s'imposer aux tirs au but 10 à 9 face au Mouloudia d'Oran, les deux équipes n'étant pas parvenues à se départager après 2 prolongations (24-24 à la fin des 2 prolongations, 9-10 à la mi-temps). Les effectifs des finalistes étaient : 
- JS Binaâ Alger : Mourad Boussebt, Bachir Dib, Benhamouda, Moussaoui (5 buts), Aït Mehdi (), Saïd Hadjazi (), Besni, Salah Bouchekriou (), Chouchaoui (), Kheraifia (), Rabah Gherbi, Sofiane Khalfallah. Entraineur : Farouk Bouzerar.
- Mouloudia d'Oran : El-Imam, Abdeslam Benmaghsoula (7 buts), Houd, Djamel Doballah, Bensedjrari (), Mouméne, Boutchiche, Djamel Harrat, Bensenouci (), Bourouf, Bousseta, Hassen Douadji. Entraineur : Fethi Berrouayel.

Sources :
- El Djoumhouria du mardi 15 mars 1988, page 12 : résultat du match en retard du 1/8 de finale.
- El Djoumhouria du lundi 21 mars 1988, page 12 : programme des 1/4 de finale.
- El Djoumhouria du mercredi 23 mars 1988, page 12 : résultats des 1/4 de finale.

#### Coupe d'Algérie 1988-1989
La finale s'est déroulée le 2 juin 1989 dans la Salle Harcha Hassen à Alger et a vu le Mouloudia d'Alger s'imposer 15 à 13 face au Mouloudia d'Oran. Les effectifs des finalistes étaient,
- Mouloudia d'Alger : Kamel Ouchia, Zermani, Djaffar Belhocine, Brahim Boudrali, Omar Azeb, Hocine Ledra, Kamel Akkeb, Abu Sofiane Draouci, Djemaa, Mahmoud Bouanik, Khelil, Abdel Djalil Bouanani. Entraineur : Mohamed Aziz Derouaz.
- Mouloudia d'Oran : Elimam, Hassan-Douadji, Boutchiche, Bessedjrari, Boucetta, Lahneche, Mouméne, A. Harrat, D.Harrat, Houd, Bensenouci, Djamel Doballah. Entraineurs : Berrouayal et Khaidarou.

### Années 1990

#### Coupe d'Algérie 1989-1990
Parmi les matchs des huitièmes de finale, le Nadit Alger s'est imposé face au IRB El Biar et la JSM Skikda face au CS Constantine. Les scores ne sont pas connus.
Le programme et les résultats des quarts de finale sont :
- SR Annaba est battu par MC Oran 23 à 25.
- ERC Alger bat ES Sétif 30 à 21.
- MC Alger bat Nadit Alger 17 à 13.
- JSM Skikda bat IRM Aïn Taya 15 à 13.

Le programme et les résultats des demi-finales ne sont pas connus.
La finale, disputée le 28 juin 1990 dans la salle Harcha Hassen à Alger, a vu le MC Alger s'imposer 20 à 17 après prolongation face à l'IRB Binaâ Alger.
Remarque : la coupe d'Algerie séniors hommes a changé de nom pour devenir la coupe fédérale à partir de cette saison.

#### Coupe d'Algérie 1990-1991
Le jeudi 21 mars 1991 à 16h15 à Jijel, un huitième de finale devait opposer l'IRB El Biar à la JSM Skikda sous l'arbitrage de la paire Laadj-Bensari. Le match est avancé à 14h00 sur la demande de l'équipe de l'IRB El Biar pour permettre aux algérois de revenir sur Alger le jour même. Mais lorsque l'IRB El Biar se présente à 14h00 sur le terrain, seul Laadj (l'un des deux arbitres désignés) était présent à ce moment et après l'attente des 30 minutes réglementaires, ce dernier signifie le forfait de la JSM Skikda. Mais à 16h15, le second arbitre désigné, Bensari, (qui semble t-il avait avisé la FAHB de son impossibilité de se déplacer) se trouve sur le terrain avec cette fois-ci la présence de la JSM Skikda et l'absence d'El-Biar ! Comme précédemment son binôme Laadj, Bensari a également signifié le forfait de l'IRB El Biar après avoir observé les 30 minutes d'attente. Selon la Direction de l'Organisation Sportive de la FAHB, toutes les démarches ont été entreprises pour aviser tous les acteurs du changement d'horaire et c'est l'IRB El Biar qui est qualifié pour les quarts de finale.
Le tirage au sort des quarts de finale été effectué le samedi 13 avril 1991 au siège de la fédération algérienne de handball et a donné le programme suivant :
- à Boufarik à 14h00 : ERC El-Binaa Alger - Taradji Aïn Taya
- à Tissemsilt à 16h00 : Mouloudia de Saïda - Nadit Alger
- à Sétif à 12h30 : MC Alger - JSM Skikda
- à Sétif à 15h30  : SR Annaba - Widad Rouiba.

À noter que c'est bien la JSM Skikda qui est finalement retenue pour ce tirage au sort... Les scores ne sont pas connus mais l'équipe qualifiée est indiquée en gras.
En demi-finale, le MC Alger a battu le SR Annaba et le Nadit Alger a battu l'ERC Alger.
La finale a été disputée le jeudi 30 mai 1991 dans la salle Harcha Hassen à Alger devant un public peu nombreux et sous l'arbitrage de messieurs Benmila et Bessès. Le MC Alger s'est imposé 20 à 19 après prolongation face au Nadit Alger :
- MC Alger : Karim El-Maouhab (GB), Zermani (GB), Brahim Boudrali (3), Redouane Aouachria (3), Réda Zeguili (1), Omar Azeb (1), Redouane Saïdi, Djaffar Belhocine (5), Benbrahim (4), Salim Abes, Mahmoud Bouanik, Djemaa (3). Entraineurs : Kamel Ouchia et Kamel Akkeb.
- Nadit Alger : Abdelatif Bakir, Amar Daoud, Benhamouda (4), Rabah Gherbi (1), Rami (1), Mokrani, Hocine Ledra, Mimouni (5), Djenih (4), Ghezali. Entraineurs : Hassen Khodja, DTS : Tsabet.

#### Coupe d'Algérie 1991-1992
Le MC Alger et l'ERC Alger sont qualifiés pour la finale mais la FAHB a annulé cette édition à cause de la préparation de l'équipe nationale pour le Championnat d'Afrique des nations 1992.

#### Coupe d'Algérie 1992-1993
En match en retard des huitièmes de finale, le MC Alger bat le WA Rouiba 23 à 14 le vendredi 7 mai 1993 à Boufarik.
Les résultats des quarts de finale sont :
- jeudi 6 mai 1993 :
  - salle Harcha Hassen à Alger : MC Oran bat SR Annaba 21-16
  - salle Harcha Hassen à Alger : ERC Alger bat ES Aïn Touta19-12
  - salle ITS à Constantine : JSM Skikda bat ES Sétif 18-17
- lundi 10 mai 1993
  - salle ITS à Constantine : MC Alger bat CRB El Harrouch score inconnu.

Les résultats des demi-finales, disputées le jeudi 20 mai 1993, sont :
- à Sétif : MC Alger bat JSM Skikda 31-21
- à Tissemsilt : ERC Alger bat MC Oran 17-15 (mi-temps 5-6) :
  - MC Oran : Sofiane Elimam, Touil, Nacereddine Bessedjrari, Abdeldjalil Bouanani, ? Bouanani, Chahreddine Mazari, Salim Nedjel, Bouziane, El-Hafi, Mustapha Douballah, Bouras, Boucetta. Entraineur : Mekki Djillali.
  - ERC Alger : Hamdani, Dib, Rabah Gherbi , Abdeslam Benmaghsoula, Dehili, Cherif, Timouni, Hamid Labraoui, Djenih, Mokrane Gharbi, Khalfallah, Hasni. Entraineur : Farouk Bouzerar
  - Meilleur buteur : Bessedjrari (MC Oran) avec six buts .
  - arbitrage de MM Merah et Belayad .

La finale, disputée le 3 juin 1993 à 15h00 dans la salle Harcha Hassen à Alger, a vu le Mouloudia Club d'Alger s'imposer 14 à 12 (mi-temps 8-8) face à l'ERC Alger :
- MC Alger : Karim El-Maouhab, Toufik Hakem, Redouane Aouachria (4), Ben Brahim, (3), Réda Zeguili, Omar Azeb (, 1 but), Abou Sofiane Draouci, Djemaâ, Redouane Saïdi (3), Sofiane Lamali, Akchiche (1) et Salim Abes (2). Entraineur : Kamel Akkeb.
- ERC Alger : Hamdani, Dib, Abdeslam Benmaghsoula (, 2 buts), Rabah Gherbi (3), Mokrane Gherbi, Djenih (2), Cherih, Hamid Labraoui, Khelfallah (1), Chouchaoui, Hasni (2) et Timount. Entraineur : Farouk Bouzerar.

Sources :
- Le Sport n°2 du samedi 8 mai 1993, page 10 : résultats des quarts de finale et du match retard des huitièmes de finale ;
- Le Sport n°4 du samedi 22 mai 1993, page 8 : résultats des demi-finales ;
- Ouest Tribune du samedi 22 mai 1993 page 12 : feuille de match de la demi-finale ERC Alger - MC Oran
- Le Sport n°6 du samedi 5 juin 1993, page 10 : couverture de la finale paru.

#### Coupe d'Algérie 1993-1994
La finale, disputée le 2 juin 1994 dans la salle Harcha Hassen à Alger, a vu le Mouloudia Club d'Alger s'imposer 24 à 15 face au SR Annaba
L'effectif du Mouloudia d'Alger était notamment composé de : Redouane Saïdi, Salim Abes, Mahmoud Bouanik...

#### Coupe d'Algérie 1994-1995
Les quarts de finales sont prévus le 16 février 1995 :
- à Béjaïa à 21h30, MS Batna - Mouloudia Club d'Alger
- à Béjaïa à 20h00, SR Annaba - WA Rouiba
- à Aïn Benian à 14h00, IRB/ERC Alger - WB Aïn Benian
- à Chlef à 13h00, MC Oran - ES Aïn-Taya

La finale, disputée le 4 juillet 1995 dans la salle Harcha Hassen à Alger, a vu le Mouloudia Club d'Alger s'imposer 19 à 17 ( mi-temps 9-5) face à l'IRB/ERC Alger :
- bon éclarage, affluence nombreuse, bon arbitrage de MM. Mechaer et Boutaghane.
- MC Alger : Karim El-Maouhab (GB), Toufik Hakem (GB), Omar Azeb (cap), Akchiche, Redouane Saïdi, Lamani, Abdelghani Loukil, Réda Zeguili, Arbaoui, Amrani, Zeghdoud, Rabah Graïche. Entraineur : Kamel Akkeb, DTS : Djaffar Belhocine.
- IRB/ERC Alger : Amar Daoud, Houri, Chouchaoui, Aoudi, Achour Hasni, Mansourat, Messaoudet, Hacène Guiti, Hacène Benhamouda, Amar Benhamouda, Djenih, Timounène. Entraineur : Mourad Boussebt, DTS : Abdeslam Benmaghsoula.
- Meilleurs buteurs : Djennih (IRB Alger) 5 buts, suivi de Abdelghani Loukil et Zeghdoud (MC Alger) 4 buts.

Sources :
- programme des 1/4 paru dans Liberté n°734 du lundi 16 janvier 1995 / 14 chaabane 1415 hégir, page 19.
- feuille de match de la finale parue dans l'hebdomadaire sportif Al-Malaïb numéro 143 du lundi 10 juillet 1995 / 12 safar 1416 hégir, page 21.
- feuille de match de la finale paru sur L'Authentique du jeudi 6 juillet 1995 page 18.

#### Coupe d'Algérie 1995-1996
Le programme des huitièmes de finale de la coupe fédérale est :
- jeudi 4 janvier 1996 à Chlef à 14h00 : Nadit Alger - US Tizi Ouzou
- jeudi 4 janvier 1996 à Aïn Taya à 14h00 : WA Rouiba - NA Hussein-dey ;
- vendredi 5 janvier 1996 à Boumerdès à 10h00: MC Oran - NRB Djemila
- vendredi 5 janvier 1996 à Boumerdès à 14h30 : MB Saïda - CRB El Harrouch
- vendredi 5 janvier 1996 à Béjaïa à 10h00 : SR Annaba - USM Blida
- vendredi 5 janvier 1996 à Béjaïa à 13h00 : ERC Alger contre le vainqueur WKB Skikda - ou ES Sétif.
- jeudi 1er février 1996 à Sétif (match retard) : MSP Batna – ES Aïn Taya 28 – 20

Remarques :
- le vainqueur du match est indiqué en gras
- le MC Alger, tenant du titre, est qualifié d'office en quarts de finale.

Les résultats des quarts de finales sont :
- jeudi 1er février 1996 à Boumerdès : MC Oran – CRB El Harrouch 29 – 21
- jeudi 1er février 1996 à Boumerdès : MC Alger – WA Rouiba 21 – 18
- jeudi 1er février 1996 à Boumerdès : SR Annaba – Nadit Alger 27 – 24
- jeudi 14 mars 1996 (match en retard) à Béjaïa : MSP Batna - ERC Alger 17 – 22.

Les résultats des demi-finales sont :
- jeudi 14 mars 1996 à Chlef : MC Oran – MC Alger 19 – 21
- jeudi 4 avril 1996 à Constantine : SR Annaba – ERC Alger 19 – 23

La finale a été disputée dans la Salle Harcha Hassen à Alger :
- jeudi 25 avril 1996 : ERC Alger - MC Alger 17 – 15 (mi-temps 9 à 7).

Sources :
- Le Quotidien d'Oran du mardi 2 janvier 1996 page 2 : programme des huitièmes de finales de la coupe fédérale, saison 1995-1996.
- L'Opinion n°986 du samedi 3 février 1996 page 15 : résultats des deux quarts de finale.
- Le Soir d'Algérie du dimanche 4 février 1996 page 9.
- Ech Chaâb du dimanche 4 février 1996 page 20.
- El Moudjahid n°9550 du samedi 16 mars 1996 page 20 et du samedi 6 avril 1996 page 21.
- El Khabar n°1659 du samedi 27 avril 1996 page 17 : résultat de la finale.

#### Coupe d'Algérie 1996-1997
Lors de l'édition 1996-1997, les huitièmes de finale ont été disputés en juin :
- lundi 2 juin 1997 :
  - à Béjaïa à 10h00 : CS Constantine est battu par le MC Alger
  - à Chlef à 11h00 : UST Oran est battu par le USM Blida
- lundi 9 juin 1997 :
  - à Constantine à 10h00 : NRB Djemila est battu par le MM Batna
  - à Sétif à 10h00 : SR Annaba bat le WA Rouiba
  - à Tipaza à 16h00 : ES Aïn Taya est battu par le NA Hussein Dey
  - à Mostaganem à 10h00 : WB Skikda bat le Nadit Alger
  - à la Salle OMS Khattab Charef de Mostaganem : MC Oran bat IRM Bel Abbès 23 à 15 (mi-temps 11-5).

L'ERC Alger, tenant du titre, est exempté des huitièmes de finale. En quarts de finale, les résultats sont :
- à Tipaza le lundi 9 juin 1997 à 15h00, l'USM Blida est battu par le MC Alger
- vers le 1er juillet : ERC Alger bat WB Skikda 22 à 21
- vers le 1er juillet : NA Hussein Dey bat MC Oran 26 à 24
- samedi 5 juillet 1997 : SR Annaba et MM Batna ?

Les résultats des demi-finales ne sont pas connus. En finale, le MC Alger bat NA Hussein Dey 24 à 20.
Sources :
- Le Soir d'Algérie n°2020 du lundi 2 juin 1997 page 9.
- El Moudjahid du lundi 9 juin 1997 page 20.
- Ouest Tribune du mercredi 11 juin 1997 page 22.
- El Khabar du mercredi 2 juillet 1997 page 16.

#### Coupe d'Algérie 1997-1998
Lors de l'édition 1997-1998, les huitièmes de finale ont été disputés les 26 et 27 février 1998 :
- à Constantine à 14h, le MM Batna bat le WB Skikda 23 à 20 :
- à Oran à 14h, le MC Saïda bat le WRB Mezeghren 18 à 17 :
- à Alger, Salle Harcha Hassen
  - à 13h, le CS Constantine bat l'UST Oran par forfait :
  - à 17h, le Nadit Alger bat WA Rouiba 16 à 12 :
- à Tizi Ouzou à 14h, le HC Béjaïa bat le NA Hussein Dey 21 à 19 :
- à 10h, l'OC Alger bat le SR Annaba 28 à 24 :
- le MC Oran bat le CRB El Harrouch 21 à 20 :
- le MC Alger est exempté.

Les résultats des quarts de finale ne sont pas connus. Les demi-finales ont été disputées le jeudi 28 mai 1998 :
- à Tlemcen, le Mouloudia Club d'Alger bat le MC Oran 23 à 16
- a Draâ Ben Khedda, l'Olympique Club d'Alger bat le HC Béjaïa 24 à 20. À noter que cette rencontre était initialement prévue à Tizi Ouzou et a été transférée au dernier moment à la salle omnisports de Draâ Ben Khedda à cause de l'impraticabilité du terrain due à l'inondation de la salle de Tizi Ouzou.

La finale, disputée le jeudi 4 juin 1998 à la salle Harcha Hassen à Alger avec une assistance record et sous l'arbitrage de messieurs H. Tacine et A. Boutaghane, a vu le Mouloudia Club d'Alger s'imposer 19 à 16 (mi-temps 10-9) face à l'Olympique Club d'Alger :
- Mouloudia d'Alger : Toufik Hakem (GB), Redouane Saïdi (2), Tahar Labane (4), Guiti, Abdérazak Hamad (3), El-Haci, Toufik Zeghdoud (4), Réda Zeguili, Rabah Graïche (2), Abdelghani Loukil (4), Samir Helal (GB). Entraineur : Omar Azeb, DTS : Djaffar Belhocine.
- Olympique Club d'Alger : Guellour, Bouzid, Sahil, Maamir, (3), Chabouchi (1), Chouchaoui (4), Lakrouz, Bourenane (1), Cherih, Djenih,(2), Aoudi (3), Makhlouf Aït Hocine (2). Entraineur : Nabil Rouabhi.

Sources :
- El Djoumhouria du lundi 9 février 1998 page 23 : programme des huitièmes de finale ;
- Le Matin n°1847 du dimanche 1er mars 1998 page 22 : résultats des huitièmes de finale ;
- El Acil du dimanche 31 mai 1998 page 18 : résultats des demi-finales ;
- Le Matin d'Algérie n°1922 du dimanche 31 mai 1998 page 21 et n°1927 du samedi 6 juin 1998 page 14 : résultats des demi-finales et de la finale ;
- Olympic n°226 de la semaine du 6 au 12 juin 1998, page 8 : résultat de la finale.

#### Coupe d'Algérie 1998-1999
La finale de l'édition 1998-1999 s'est déroulée le lundi 5 avril 1999 en nocturne dans la Salle Harcha Hassen d'Alger (affluence moyenne) et a vu le MC Alger s'imposer face au MC Oran sur le score de 23 à 17 (mi-temps 9-9). Les effectifs des finalistes étaient :
- MC Alger : Toufik Hakem, Yazid Akchiche, Réda Zeguili, Tahar Labane, Lamali, Abdérazak Hamad, Abdelghani Loukil, Toufik Zeghdoud, Rabah Graïche, Melouk, Saïd Hadef, Samir Helal (GB). Entraineur : Omar Azeb.
- MC Oran : Tab, Elimam, Boucetta, Bakhti, Bessedjrari, Alioua, Mazari, Saadaoui, Kloucha, Zendri, Abdeldjalil Bouanani, Ladouni. Entraineur : Mekki Djillali.

Source :
- Le Quotidien d'Oran numéro 1281 du mardi 6 avril 1999 page 24.

### Années 2000

#### Coupe d'Algérie 1999-2000
La finale, disputée le 15 juin 2000 dans la Salle Harcha Hassen à Alger, a vu le Mouloudia Club d'Alger s'imposer après deux prolongations 27 à 26 face au WB Skikda.
L'effectif du Mouloudia d'Alger était : Samir Helal (GB), Mohamed Gaga (GB), Yazid Akchiche, Toufik Zeghdoud, El Hadi Biloum, Abdérazak Hamad, Belgacem Filah, Mohamed Rebahi, Saïd Hadef, Rabah Graïche, Kebir, Saïd Bourenane. Entraîneur : Réda Zeguili - Entraîneur adjoint : Karim Djemaâ.
Source : Ech Chaâb du samedi 17 juin 2000, page 20.

#### Coupe d'Algérie 2000-2001
La finale, disputée dans la Salle Harcha Hassen à Alger, a vu le Mouloudia Club d'Alger s'imposer 27 à 26 face à l'OC Alger.
L'effectif du Mouloudia d'Alger était : Samir Helal (GB), Mohamed Gaga (GB), Yazid Akchiche, Redouane Saïdi, Abdelghani Loukil, Toufik Zeghdoud, Rabah Graïche, Abdérazak Hamad, Belgacem Filah, Saïd Hadef, Achour Hasni, Mellouk, El Haci. (Saïd Bourenane et Abdeldjalil Bouanani absents de la finale). Entraineur : Réda Zeguili - Entraîneur adjoint : Karim Djemaâ

#### Coupe d'Algérie 2001-2002
La finale, disputée dans la Salle Harcha Hassen à Alger, a vu le Mouloudia Club d'Alger s'imposer 37 à 31 face au CC Chelghoum Laïd
L'effectif du Mouloudia d'Alger : avec Samir Helal (GB), Mohamed Gaga (GB), Yazid Akchiche, Toufik Zeghdoud, El Hadi Biloum, Abdérazak Hamad, Belgacem Filah, Mohamed Rebahi, Saïd Hadef, Rabah Graïche, Kebir, Saïd Bourenane. Entraîneur : Réda Zeguili - Entraîneur adjoint : Karim Djemaâ

#### Coupe d'Algérie 2002-2003
Parmi les résultats, le Mouloudia Club d'Alger a battu le CS Sig 41-21 le 4 avril 2003 en huitièmes de finale puis le SR Annaba 32-25 le 10 mai 2003 en demi-finale.
La finale, disputée le 26 juin 2003 dans la Salle OMS de Soumaâ de Blida, a vu le Mouloudia Club d'Alger s'imposer 27 à 21 face à l'US Biskra.
L'effectif du Mouloudia d'Alger était alors Samir Helal (GB), Abdelghani Loukil, Mohamed Rebahi, Hichem Boudrali, Abdérazak Hamad, Saïd Bourenane, Yazid Akchiche, Belgacem Filah, El Hadi Biloum, Abdeldjalil Bouanani, Rabah Graïche. (Le demi-centre Sid Ali Yahia et le défenseur Saïd Hadef ont déclaré forfait, blessés)- Entraîneur : Djemaâ Karim - DTS : Belhocine Djaâfar
À noter que la veille de la finale, l'US Biskra avait subi le décès de son joueur Abdelkrim « Krimo » Messaoudène. Son frère, l'international Mohamed Ali, a logiquement déclaré forfait pour ce match.

#### Coupe d'Algérie 2003-2004
La finale, disputée le 20 juin 2004 dans la Salle Harcha Hassen à Alger, a vu le Mouloudia Club d'Alger s'imposer 27 à 23 face à l'Olympique Club d'Alger : 
- MC Alger (27) : 
  - Joueurs : Samir Helal, Ghoumel, Abdelghani Loukil (3), Lakrouz, Rebahi (1), Abdérazak Hamad (10), Belgacem Filah (2), El Hadi Biloum (7), Rabah Graïche (2), Bourenane (2), Achour Hasni, Hamza Toum, Sid Ali Yahia.
  - Entraîneurs : Djaffar Belhocine, Zeguili.
- OC Alger (23) : 
  - Joueurs : Kherbouche, El-Hadef, Lamine Sahli (6), Oulmane Mohamed (2), Rafik Sahli, Khaled Oulmane (8), Kessah (3), Hadjaidji (1), Hammour (3), Hassina, Amiche, Khiari, Ait-Chérif, Chetouh.
  - Entraîneurs : Rachid Cherih, Amoura

#### Coupe d'Algérie 2004-2005
La finale, disputée le 4 juin 2005 dans la Salle Harcha Hassen à Alger, a vu le Mouloudia Club d'Alger s'imposer 27 à 25 face à l'US Biskra : 
- MC Alger (27) : Samir Helal, Ghoumel, Ketir (8), El Hadi Biloum (5), Abdérazak Hamad (5), Rebahi (2), Belgacem Filah (2), Hamza Toum (2), Akchiche (cap) (1), Bourenane (1), Riad Chehbour (1), Rabah Graïche, Achour Hasni, Sid Ali Yahia
  - Entraîneurs : Djaffar Belhocine (DTS) et Réda Zeguili (Entraîneur en chef)
- US Biskra (25) : 
  - Joueurs : Guellour, Houri, Laggoun (9), Abada (4), Lamine Sahli (4), Hichem Boudrali (3), Boulahia (1), Delami (1), Rafik Sahli, Kaci (1), Timount (1), Naib (1). Berriah.
  - Entraîneurs : Nabil Rouabhi, Yacine Sellah (manager général).

#### Coupe d'Algérie 2005-2006
La finale, disputée le 10 juin 2006 dans la Salle Harcha Hassen à Alger, a vu le Mouloudia Club d'Alger s'imposer 22 à 18 face à la Jeunesse sportive espérance de Skikda : 
- MC Alger (32) : 
  - Gardiens de but : Samir Helal, Abdelmalek Slahdji
  - Joueurs : Akchiche (1), Abdelghani Loukil (3), Riad Chehbour (1), Abdérazak Hamad (5), Sid Ali Yahia, Bourenane (6), Achour Hasni, Rebahi (5),Hichem Boudrali (1), Bouabderrazaki (1), Zerabib (2), Hadef (2).
  - Entraîneur : Réda Zeguili
- JSE Skikda (26) : 
  - Gardiens de but : Babouche, Zitouni
  - Joueurs : Babés (1), Zekri, Laib (1), Badis (5), Farouk Dehili (4), Bounour (9), Messaoud Layadi, Bouriche, Boukhmis, Guerfi, Larnane Billal (2).
  - Entraîneurs : Khalfa Rabie
- Arbitres : Benaouda - Benabderrahmane

#### Coupe d'Algérie 2006-2007
La finale, disputée le 12 mai 2007 dans la Salle Harcha Hassen à Alger, a vu le Mouloudia Club d'Alger s'imposer 38 à 22 face au Mouloudia Club de Saïda : 
- MC Alger (38) : 
  - Gardiens de but : Samir Helal, Abdelmalek Slahdji
  - Joueurs : Abdelghani Loukil, Bournane, Hamza Toum, Abdérazak Hamad, Sid Ali Yahia, Zerabib, Riad Chehbour, Hichem Boudrali, Achour Hasni, Bouabderraki, Hamza Zouaoui, Rabah Graïche.
  - Entraîneurs : Belhocine et Zeguili
- MC Saïda 22) : 
  - Gardiens de but : Hamlet, Habib
  - Joueurs : Khider, Mostefaoui, Laâla, Mimouni, A. Farhi, Zendri, Becharef, Cheikh, Boutaleb, Merad, Boudia, Dahmani, M. Farhi, Khaldoun, Mostefaoui, Hadri, Cherief.
  - Entraîneurs : Boutaleb et Dahmani

#### Coupe d'Algérie 2007-2008
La finale, disputée le 21 juin 2008 dans la Salle Harcha Hassen à Alger, a vu le Mouloudia Club d'Alger s'imposer 22 à 18 face au Chabab Riadi Baladiat Baraki : 
- MC Alger (22) : 
  - Joueurs : Hichem Feligha, Abdelmalek Slahdji, Rabah Graïche (6), Abdérazak Hamad (6), Abdelghani Loukil (2), Omar Chehbour (2), Hamza Zouaoui (2), Riad Chehbour (2), Saïd Hadef (2), Med Bouabderrezaki, Messaoud Berkous, Hichem Boudrali, Achour Hasni, Hamza Toum.
  - Entraîneurs : Djaffar Belhocine (DTS) et Réda Zeguili (Entraîneur en chef)
- CRB Baraki (18) : 
  - Joueurs : Mohamed Sofiane, Samir Kerbouche, A. Saïhi, Fouad Mokhtari (9), Farid Benzeguane (6), Abdelhafid Hadjaïdj (4), A/Rahmane Zeguani (2), Sid Ali Guiti (1), Med Amirouche, Fouzi Halimi, Houari, Khaled Boulahia, Abdelhalim Dabi, Ahmed Ouldbeziou, Farid Belhouche.
  - Entraîneur : Kamel Madoun

#### Coupe d'Algérie 2008-2009
La finale, disputée le jeudi 4 juin 2009 dans la Salle Harcha Hassen à Alger, a vu le Groupement sportif des pétroliers s'imposer 34 à 21 face à la Jeunesse sportive espérance de Skikda : 
- GS pétroliers (34) : 
  - Joueurs : Hichem Feligha, Abdelmalek Slahdji, Samir Helal, Abdelghani Loukil, Omar Chehbour, Hamza Zouaoui, Abderrahmane Ketir, Hamza Remili, Rabah Graïche, Smail Lagoune, Mohamed Bouabderrazaki, Messaoud Berkous,Hichem Boudrali, Mohamed Rebahi, Achour Hasni, Hamza Toum, Med Ghiles Salhi, Riad Chehbour, Messaoud Layadi, Said Hadef, Smail Lagoune, Brahim Mekhnache, Walid Djebnoun.
- Exclusion pour deux minutes : Rebahi, Hasni (2 fois), Chahbour Riad (1 fois) 
  - Entraîneurs : Djaffar Belhocine (DTS) et Réda Zeguili (Entraîneur en chef)
- JSE Skikda (21) : 
  - Joueurs : Mohamed Babouche, Rafik Daifi, Kamel Maatallah, Hamza Boukhmis, Oussama Boudjenah, Hamdi Khanchoul, Saadi Djaber, Belkacem El-Ouardi, Faouzi Laib, Noureddine Badis, Lotfi Daiboun, Fethi Houchet, Ali Boulahsa, Mouloud Bouriche, Mahdi Hafiane, Mahdi Aoued, Billel Ali-Larnane, Redouane Saker, Hichem Kaabeche, Saber Chibet, Nacer Chekkat, Rabah Aibeche, Yasser Silini, Seifeddine Chaib, Ramzi Ammari.
- Exclusion pour deux minutes : Aoued, Bouriche (2 fois), Boulahsa, Ali-Larnane (1 fois) 
  - Entraîneur : Farouk Dehili, Mounir Hambarek (adjoint).
- Arbitres : Rachid Benaouda, Hamid Benabderrahmane.

### Années 2010

#### Coupe d'Algérie 2012-2013
Les demi-finales, disputées le mardi 28 mai 2013, ont vu le GS pétroliers s'imposer aux dépens de l'ES Aïn Touta (28 à 17) et le Croissant de Chelghoum Laïd aux dépens de l'Olympique El Oued (34 à 27).
La finale, disputée le mardi 7 juillet 2013 dans la Salle Harcha Hassen à Alger, a vu le GS pétroliers s'imposer 31 à 27 (mi-temps : 15-11) face au Croissant de Chelghoum Laïd.

#### Coupe d'Algérie 2016-2017
Les résultats de la Coupe d'Algérie 2016-2017 sont  : 
- Quarts de finale disputés le 24 mars 2017 : 
  - GS pétroliers - CRB Mila 37-23
  - CRB Bou Arréridj - MC Oued Tlélat 27-22
  - MB Tadjenanet - GS Boufarik 24-26
  - CR El Harrouch - ES Aïn Touta 17-21 (disputé le vendredi 7 avril 2017 à 15h00 à Chelghoum Laïd)
- Demi-finales disputées le 19 mai 2017 à Blida
  - ES Aïn Touta - CR Bordj Bou Arréridj 23-22
  - GS pétroliers - GS Boufarik 36-22
- Finale disputée le 26 mai 2017
  - GS pétroliers - ES Aïn Touta 28-21

#### Coupe d'Algérie 2019-2020
La coupe 2019-2020 a été mise en pause en conséquence de la pandémie du Covid-19. La compétition s'est terminée en janvier 2022.
Parmi les résultats, on trouve :
- 1/8 de finale : 
  - à Sidi Bel Abbès, ES Arzew bat OM Annaba par forfait.
- 1/4 de finale :
  - samedi 18 décembre 2021 à Sidi Bel Abbès, ES Arzew bat MC Saïda 18-17.
- 1/2 de finale :
  - le 31 décembre 2021, ES Aïn Touta bat CRB Baraki 16-15
  - le 1er janvier 2022, JSE Skikda bat ES Arzew 28-22.
- finale
  - le 7 janvier 2022 dans La Coupole à Alger, le JSE Skikda bat après prolongation l'ES Aïn Touta 22 à 21[23]

### Années 2020

#### Coupe d'Algérie 2021-2022
Le résultat des huitièmes de finales, disputés les 16 et 17 décembre 2022, est : 
- Olympique El Oued  bat ES Arzew  35 – 32
- Chabab Chelghoum -Laid est battu par JS Saoura 24 – 27
- MC Alger  bat HBC El Biar  30 – 29
- MM Batna est battu par OM Annaba 28 – 31
- ES Aïn Touta  bat CR Bordj-Bou-Arréridj  23 – 22
- IC Ouargla est battu par MC Oued-Tlélat 23 – 24
- CRB Mila  bat CRBEE Alger-Centre  26 – 25
- M Bordj Bou-Arréridj est battu par JSE Skikda 24 – 26

Le résultat des quarts de finale, disputés le 23 décembre 2022, est : 
- Olympique El Oued est battu par JS Saoura 38 – 40
- MC Alger  bat OM Annaba  33 – 32
- ES Aïn Touta  bat MC Oued-Tlélat  34 – 33
- CRB Mila est battu par JSE Skikda 27 – 28

Les demi-finales, disputées le 27 décembre 2022, ont donné les résultats suivant :
- ES Aïn Touta  bat JSE Skikda  26 – 25
- JS Saoura est battu par MC Alger 25 – 34

Lors de la finale, disputée le 30 décembre 2022, le MC Alger bat l'ES Aïn Touta  32 – 29

#### Coupe d'Algérie 2022-2023
La finale a été disputée le 7 octobre 2023 à 15h30 dans la salle omnisports du complexe olympique d'Oran et diffusée en direct sur la télévision algérienne Canal Algérie et TV6.
L'OM Annaba a réussi à s'adjuger le premier trophée de l'histoire de ce club, créé en 2006, en battant 38 à 34 après deux prolongations le HBC El Biar (14-11 à la mi-temps, 26-26 à la fin du temps réglementaire et 31-31 après la première prolongation).